# Panic Park (Piccoli Brividi)
Panic Park è il dodicesimo libro della serie "Piccoli brividi Horrorland" scritta dall'autore statunitense R.L.Stine.

## Trama
I sedici ragazzi scappati dal paese degli orrori si rifugiano a panic park credendo fosse più sicuro... ma qui incontrano una strana figura a due facce... La Minaccia, che spiega quello che dovranno fare nel parco... fare arrivare il parcometro a 100 per permettere al parco di ritornare nel mondo reale visto che si era bloccato nel 1974 ed era finito in una dimensione parallela. La Minaccia dice ai ragazzi che Jillian e Jackson lavoravano per lui e li avevano traditi sin dal principio, e li cattura. Poi arriva Byron, che loro credevano amico, che dice di servire la Minaccia, i ragazzi sono terrorizzati. Le ombre della Minaccia mettono dei braccialetti sui polsi dei ragazzi che quando hanno paura lo fanno riscaldare, la Minaccia fa di tutto per far tornare il proprio parco nel mondo reale. Arrivati a 99 sul parcometro i cattivi di tutte le storie precedenti si alleano con i ragazzi e fanno vedere alla Minaccia che loro non hanno paura di lui... il parco si rimpicciolisce sempre di più fino a sparire in un sonoro FLOP, i sedici ragazzi si ritrovano davanti a Horrorland e ognuno poi andrà per la sua strada con la propria famiglia.

## Edizioni
- R. L. Stine, Panic Park, traduzione di Beatrice Bellini, collana Horrorland, Arnoldo Mondadori Editore, 2010,  p. 153.